# Rio Branco (microregio)
Rio Branco is een van de vijf microregio's van de Braziliaanse deelstaat Acre. Zij ligt in de mesoregio Vale do Acre en grenst aan Bolivia in het zuidoosten, de deelstaat Amazonas in het noordoosten en de microregio's Sena Madureira in het noordwesten en Brasiléia in het zuidwesten. De microregio heeft een oppervlakte van ca. 22.848 km². Midden 2004 werd het inwoneraantal geschat op 357.462.
Zeven gemeenten behoren tot deze microregio:
- Acrelândia
- Bujari
- Capixaba
- Plácido de Castro
- Porto Acre
- Rio Branco
- Senador Guiomard

Mesoregio's: Vale do Acre · Vale do Juruá

Microregio's: Brasiléia · Cruzeiro do Sul · Rio Branco · Sena Madureira · Tarauacá